# Leonorilda Ochoa
Leonorilda Ochoa Pagaza (Cidade do México, 30 de outubro de 1937 – Cidade do México, 22 de maio de 2016) foi uma atriz e comediante mexicana.

## Telenovelas
- Código postal (2006 - 2007) .... Chuyita
- Rubí (2004) .... Dores Herrera "Doña Lola"
- Así son ellas (2002) .... Rita Díaz
- Cuento de Navidad (1999) .... Vizinha
- Alma rebelde (1999) .... Chonita
- Vivo por Elena (1998) .... Aurora
- Alcanzar una estrella (1990) .... Soledad
- Morir para vivir (1989) .... Milagres